# Royal Palm Ranches
Royal Palm Ranches és una concentració de població designada pel cens dels Estats Units a l'estat de Florida. Segons el cens del 2000 tenia 294 habitants.

## Demografia
Segons el cens del 2000, Royal Palm Ranches tenia 294 habitants, 92 habitatges, i 81 famílies. La densitat de població era de 391,4 habitants/km².
Dels 92 habitatges en un 41,3% hi vivien nens de menys de 18 anys, en un 75% hi vivien parelles casades, en un 7,6% dones solteres, i en un 10,9% no eren unitats familiars. En el 8,7% dels habitatges hi vivien persones soles el 8,7% de les quals corresponia a persones de 65 anys o més que vivien soles. El nombre mitjà de persones vivint en cada habitatge era de 3,2 i el nombre mitjà de persones que vivien en cada família era de 3,39.
Per edats la població es repartia de la següent manera: un 28,2% tenia menys de 18 anys, un 5,8% entre 18 i 24, un 26,5% entre 25 i 44, un 31,3% de 45 a 60 i un 8,2% 65 anys o més.
L'edat mediana era de 42 anys. Per cada 100 dones de 18 o més anys hi havia 108,9 homes.
La renda mediana per habitatge era de 125.000 $ i la renda mediana per família de 152.329 $. Els homes tenien una renda mediana de 78.641 $ mentre que les dones 42.321 $. La renda per capita de la població era de 39.274 $. Cap de les famílies estaven per davall del llindar de pobresa.

## Poblacions més properes
El següent diagrama mostra les poblacions més properes.